# Ogo (ville)
 (février 2021).
Si vous disposez d'ouvrages ou d'articles de référence ou si vous connaissez des sites web de qualité traitant du thème abordé ici, merci de compléter l'article en donnant les références utiles à sa vérifiabilité et en les liant à la section « Notes et références ».
 (février 2021).
La mise en forme du texte ne suit pas les recommandations de Wikipédia : il faut le « wikifier ».
Les points d'amélioration suivants sont les cas les plus fréquents. Le détail des points à revoir est peut-être précisé sur la page de discussion.
- Les titres sont pré-formatés par le logiciel. Ils ne sont ni en capitales, ni en gras.
- Le texte ne doit pas être écrit en capitales (les noms de famille non plus), ni en gras, ni en italique, ni en « petit »…
- Le gras n'est utilisé que pour surligner le titre de l'article dans l'introduction, une seule fois.
- L'italique est rarement utilisé : mots en langue étrangère, titres d'œuvres, noms de bateaux, etc.
- Les citations ne sont pas en italique mais en corps de texte normal. Elles sont entourées par des guillemets français : « et ».
- Les listes à puces sont à éviter, des paragraphes rédigés étant largement préférés. Les tableaux sont à réserver à la présentation de données structurées (résultats, etc.).
- Les appels de note de bas de page (petits chiffres en exposant, introduits par l'outil «  Source ») sont à placer entre la fin de phrase et le point final[comme ça].
- Les liens internes (vers d'autres articles de Wikipédia) sont à choisir avec parcimonie. Créez des liens vers des articles approfondissant le sujet. Les termes génériques sans rapport avec le sujet sont à éviter, ainsi que les répétitions de liens vers un même terme.
- Les liens externes sont à placer uniquement dans une section « Liens externes », à la fin de l'article. Ces liens sont à choisir avec parcimonie suivant les règles définies. Si un lien sert de source à l'article, son insertion dans le texte est à faire par les notes de bas de page.
- La présentation des références doit suivre les conventions bibliographiques. Il est recommandé d'utiliser les modèles {{Ouvrage}}, {{Chapitre}}, {{Article}}, {{Lien web}} et/ou {{Bibliographie}}. Le mode d'édition visuel peut mettre en forme automatiquement les références.
- Insérer une infobox (cadre d'informations à droite) n'est pas obligatoire pour parachever la mise en page.

Pour une aide détaillée, merci de consulter Aide:Wikification.
Si vous pensez que ces points ont été résolus, vous pouvez retirer ce bandeau et améliorer la mise en forme d'un autre article.
Ogo est une ville  du Sénégal oriental située à proximité du fleuve Sénégal. Elle est fondée en 1675 par Amadou Tacko Djiélia LY. C’est le chef-lieu de la commune d’Ogo et de l’arrondissement d’Ogo, dans le département de Matam et la région de Matam.

## Présentation
Lors du recensement de 2013, la localité comptait 7 715 habitants et plus de 500 ménages. La ville d'Ogo compte 6 quartiers :
- Founébés, 130 ménages ;
- Halaybé, 122 ménages ;
- Sebbés, 45 ménages ;
- Madina ogo, 22 ménages ;
- Yirlabbés, 134 ménages ;
- Halwar, 21 ménages ;

et 4 hameaux :
- Forssou, 13 ménages ;
- Belly Agabé, 5 ménages ;
- Doppéré, 37 ménages ;
- Gourel housseyni, 13 ménages.

## Géographie
15° 33° 00° Nord, 13° 17° 00° Ouest, Altitude 27 m
La ville d’Ogo est limitée au nord par la commune d’Ourossogui, au sud par le village de Sinthiou Garba, à l’est par le village de Diandioly et à l’ouest par le village de Galoyabé.
Depuis le 29 juin 2014, Ogo est devenue le chef-lieu de la commune d’Ogo, elle couvre une superficie de 2 685,6 km2, représentant 70 % de la superficie de l’arrondissement d'Ogo et 46 % de celle du département. La commune d'Ogo regroupe 46 villages et compte une population de 31 412 habitants, soit une densité de 11 habitants au km2. Le fleuve Sénégal borde cette commune sur 15 km environ au nord.

## Enseignement
La ville d'ogo compte dans l’ensemble cinq établissements scolaires répartis comme suit.
Une case des tout-petits
Elle est créée en 2005 ; actuellement, elle compte 54 élèves dont 28 filles.
Elle prend en charge les enfants de 3 ans à 5 ans répartis en trois sections : petite, moyenne et grande section. Les enfants de cet âge y apprennent plusieurs activités éducatives et ludiques. La case des tout-petits d’Ogo compte deux enseignants et une femme de charge. L’actuel directeur s’appelle M. Sylla.
L’école 1 d'Ogo
Cette école est nommée école Amadou Taco Djélia Ly. Elle est créée depuis l’indépendance du Sénégal en 1960, elle est la première école d'Ogo. Tous les cadres actuels de la ville y ont fait leurs premiers pas scolaires.
Actuellement, l’école 1 d'Ogo compte 12 classes avec un effectif global de 525 élèves dont 313 filles. Elle compte aussi 15 enseignants dont deux maitres d’arabe et la directrice. La directrice de l’école 1 s’appelle Néné Gallé Ndiaye. Bien qu’elle fût la première école d’Ogo et malgré ses brillants résultats dans les différents examens nationaux, elle nage aujourd’hui sur plusieurs difficultés notamment la clôture de l’école, ses portes et un manque de tables bancs.
L’école 2 d'Ogo
Elle est créée depuis octobre 2004. Elle se situe au sud d’Ogo en bordure de la route nationale 2. Elle compte 7 cours avec un effectif global de 325 élèves dont 210 filles. Elle dispose de 8 enseignants dont un maitre d’arabe.
L’école de Doppéré
L’école de Doppéré dans un des hameaux d’Ogo au nord, elle est fondée en octobre 2006. Son directeur s’appelle M. Diédhiou. Elle compte 6 cours et 5 enseignants avec un effectif global de 125 élèves. En 2012, cette école a eu 100 % au résultat du CFEE (certificat de fin d’étude élémentaire).
Le lycée d'Ogo
En octobre 2004, Ogo obtient son premier collège mais avec l’accroissement de l’effectif, un lycée est créé en octobre 2011 qui fusionne avec le collège sur deux sites au nord et au sud d'Ogo. Actuellement, ce lycée compte 570 élèves avec 13 classes physiques dont une salle de cyber en projet avec la coopération de l’ADEVO (association pour le développement de Ogo). Le lycée d’Ogo compte aujourd’hui 23 professeurs.
Une école franco-arabe
Par ailleurs, Ogo dispose d’une école franco-arabe qui se situe entre le quartier Sebbé et celui de Halaybé. Cette école dispense des cours d’arabe et de coran à plusieurs enfants de la ville. Elle compte un effectif de 231 élèves et est créée depuis plusieurs années mais les cours se dispensaient dans une maison. Depuis octobre 2015, cette école dispose de trois salles de classe. Elle compte aussi trois enseignants. Le directeur de cette école s’appelle Hamady Mody sy.
Ogo dispose aussi de daarhas où on enseigne le coran et l’éducation religieuse.

## Économie

### Élevage
La ville d’Ogo possède un potentiel pastoral considérable qui lui confère une vocation de zone d’élevage par excellence. Le cheptel ogolais est réparti dans toute la ville, dans ses différentes zones écologiques.
Le diéri, qui est la zone de grands espaces riches en pâturages herbacés et aérien, constitue la zone d’élevage extensif mais aussi la zone de refuge du bétail pendant la saison sèche. Presque tous les Ogolais pratiquent l’élevage surtout de type extensif, traditionnel. Le cheptel ogolais est composé d’ovins, de bovins, de caprins, d’ânes, de chevaux, de volaille qui est aussi présente dans beaucoup de maisons destinée en général à la consommation.

### Agriculture
Ogo est aussi une ville  agricole. Plusieurs Ogolais pratiquent cette activité surtout durant la saison des pluies. On y cultive les cultures de mil, maïs, sorgho, niébé destiné surtout à la consommation des populations. On y cultive actuellement  la culture de légumes surtout en hiver à partir du mois de décembre, ceci est facilité par la présence d’un forage qui alimente toute la ville en eau potable moyennant le paiement de 200 F par mètre cube. Il y a aussi au nord–est de Ogo la présence d’un domaine agricole financé par des ONG qui y cultivent toute l’année des cultures alternées de maïs, de pastèques, d’oignons, etc. qui sont destinées à la vente dans la ville et surtout en dehors d’Ogo.
Plusieurs Ogolais y possèdent  des parcelles leur permettant de s’adonner à cette activité toute l’année. Par ailleurs, Ogo se situe dans la zone écologique du walo ce qui aide les populations à pratiquer l’agriculture en dehors de l’hivernage  en cultivant le sorgho. Le walo est une zone à vocation agricole ou l’on peut pratiquer l’intégration agriculture / élevage ce qui lui fait une zone  propice à l’intensification des productions animales.

### Pêche
Cette activité est presque inexistante à Ogo car étant un peu éloignés du fleuve Sénégal (15 km), les Ogolais consomment des produits halieutiques venant souvent de la région de Saint-Louis. Cependant, pendant l’hivernage avec le remplissage des marigots du village, les Ogolais y pratiquent souvent une pêche artisanale pour la consommation.

## Santé
La ville d’Ogo demeure assez mal desservie en infrastructure de santé. Cette situation est peut-être liée à la proximité d'Ogo avec Matam à 13 km et d'Ourossogui à 7 km qui abritent respectivement un centre de santé et un hôpital. Ogo cependant dispose d’un centre de santé avec un ICP (infirmier chef de poste) et une sage-femme en service, d’une ambulance octroyée par l’ensemble des fils vivant à Ogo et dans la diaspora.